# Cicindela denverensis
Cicindela denverensis är en skalbaggsart som beskrevs av Thomas Casey 1897. Cicindela denverensis ingår i släktet Cicindela och familjen jordlöpare. Inga underarter finns listade i Catalogue of Life.